# Worldcoin

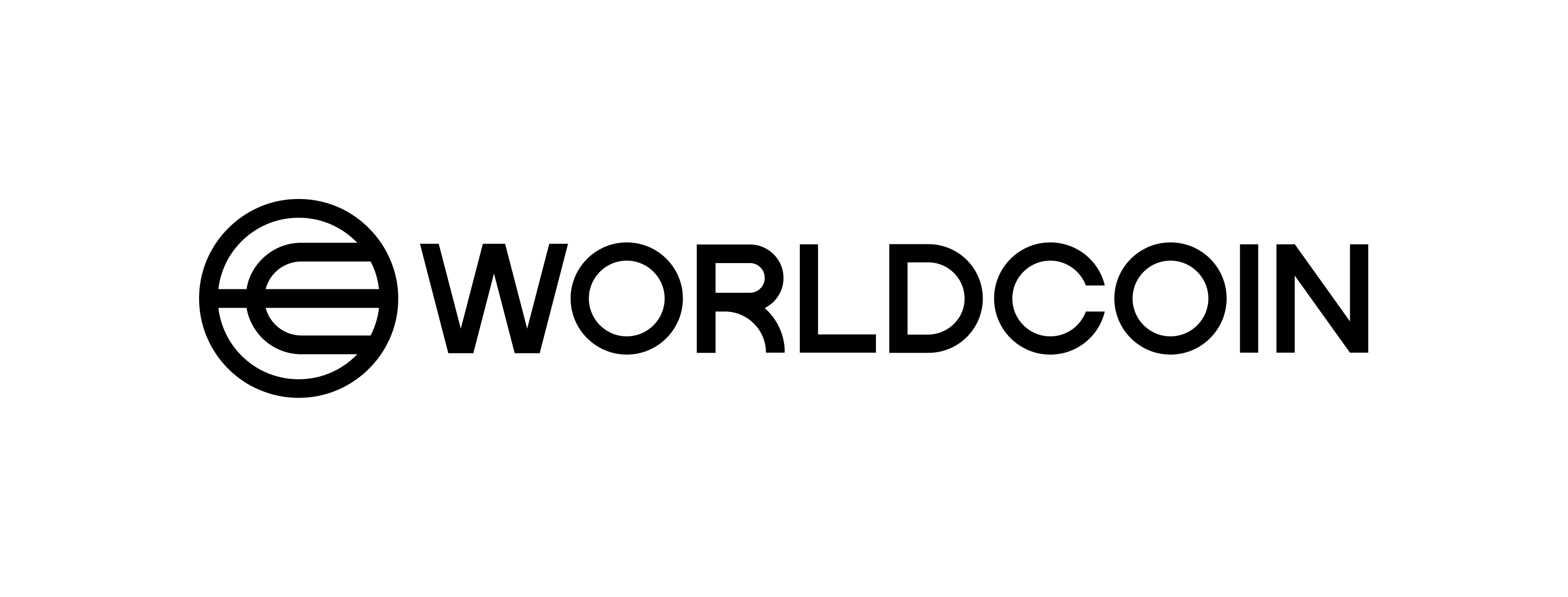

Worldcoin (Maintenant renommé World) est un projet de cryptomonnaie. Il vise à permettre d'authentifier de manière fiable et anonyme les humains en ligne à l'aide de données biométriques de scan d'iris, notamment afin de lutter contre les faux comptes en ligne et de fournir un revenu universel.
Worldcoin est développé par l'entreprise Tools for Humanity, basée à San Francisco et Berlin. Tools for Humanity a été fondée en 2019 notamment par Sam Altman (directeur général d'OpenAI), et est soutenue par la société de capital risque Andreessen Horowitz,.
Worldcoin espère fournir un moyen fiable et anonyme d'authentifier les humains en ligne (appelé World ID), afin de lutter contre les faux comptes en ligne, un problème exacerbé par les avancées dans l'intelligence artificielle. La société a aussi annoncé que son jeton (WLD, basé sur Ethereum) vise à rendre l'économie mondiale plus unifiée et équitable. Elle a promis de distribuer gratuitement sa cryptomonnaie, l'un des objectifs étant de créer un revenu universel. Worldcoin cherche à élargir son réseau en incitant les utilisateurs à scanner leur iris à l'aide d'un appareil en forme d'orbe.
En octobre 2021, le projet a levé un montant initial de 25 millions de dollars. 100 millions de dollars supplémentaires ont été levés, portant la valeur du jeton à 3 milliards de dollars. Un financement supplémentaire de 115 millions de dollars a été annoncé en mai 2023 pour la détection de faux comptes, la R&D, et le développement du projet. En version bêta, Worldcoin aurait intégré environ deux millions d'utilisateurs.
En avril 2022, un rapport du MIT Technology Review a fait connaître des pratiques controversées de prestataires de service de Worldcoin dans les pays à faible revenu.

## Limites
Le projet Worldcoin présente un certain nombre de limites, intrinsèques ou externes, que des développements ultérieurs pourraient potentiellement surmonter, reconnaissent les fondateurs dans le livre blanc.

### Financement
Sur le plan économique et financier, les porteurs du projet ont l'intention de distribuer un revenu de base universel mais le protocole Worldcoin n'est pas destiné à générer des recettes et requiert dès lors une source de financement tierce.
En avril 2022, une enquête de la MIT Technology Review révèle les pratiques controversées de ses sous-traitants. La revue dénonce une stratégie de « crypto-colonialisme ».

### Sécurité
En mai 2023, TechCrunch a signalé que des pirates avaient pu voler les identifiants de connexion de plusieurs opérateurs d'appareils de scan d'iris. Le porte-parole de Worldcoin a affirmé qu'aucune donnée personnelle n'a cependant été compromise, et que les données sensibles des utilisateurs sont chiffrées et inaccessible par les opérateurs.
Le matériel central du projet Worldcoin, l’Orb, sorte de webcam hypertrophiée qui convertit le scan de l’iris en code numérique crypté, se conformerait aux standards de protection les plus élevés. Toutefois, aucun équipement physique interagissant avec le monde numérique ne peut prétendre à l’infaillibilité. « Il faut s’attendre à ce que l’Orb soit usurpé ou compromis par des acteurs déterminés », concèdent d’ailleurs les promoteurs.
Lors d'un audit de sécurité mené par la firme indépendante Least Authority, il est apparu que « des données sensibles n'étaient pas effacées de la mémoire de façon appropriée » dans le protocole Worldcoin. Ces vulnérabilités exposent des valeurs secrètes (clés cryptographiques ou seeds) à des cyberattaques ne nécessitant pas d'importantes ressources informatiques ou financières et débouchant potentiellement sur des fuites de données.
Autre problématique épinglée lors dudit audit de sécurité, le protocole Worldcoin recourt à des techniques de cryptographie (BN254 curve) pour son système de vérification qui s'avèrent « significativement plus faibles que les standards recommandés par le National Institute of Standards and Technology (NIST) pour les nouveaux produits ». Autrement dit, il est possible de générer des preuves falsifiées qui seraient considérées comme valides par le système.
Énième défi pour le projet Worldcoin : l'authentification du propriétaire légitime de l'identifiant numérique (World ID) basé sur le scan d'iris. « Si une personne transmet son World ID à un escroc (par exemple, en se faisant piéger), l’arnaqueur peut alors utiliser cette identification mondiale », signale le document de présentation. Des criminels pourraient alors contourner le principe voulant qu'une seule personne se voit attribuer un identifiant mondial unique et disposer de plusieurs de ces World ID.
Aux États-Unis, la distribution de cryptomonnaie par l’entreprise n’est pas autorisée. La principale ONG américaine de protection des données, l’Electronic Privacy Information Center, qualifie Worldcoin de « cauchemar potentiel en matière de protection de la vie privée ».
Le 6 mars 2024, l’Espagne demande à Worldcoin de cesser immédiatement ses activités. Plusieurs agences de régulation européenne ouvrent des enquêtes sur les procédures de recueil et de conservation des données.